# Argentyna na Letnich Igrzyskach Olimpijskich 1968
Argentynę na XIX Letnich Igrzyskach Olimpijskich w Meksyku reprezentowało 60 sportowców w 12 dyscyplinach. Był to 13 start Argentyńczyków na letnich igrzyskach olimpijskich.

## Zdobyte medale
| Medal | Zawodnik        | Dyscyplina sportowa | Konkurencja      |
| ----- | --------------- | ------------------- | ---------------- |
| Brąz  | Alberto Demiddi | Wioślarstwo         | jedynka mężczyzn |
| Brąz  | Mario Guilloti  | Boks                | waga półśrednia  |